# Szczekociny

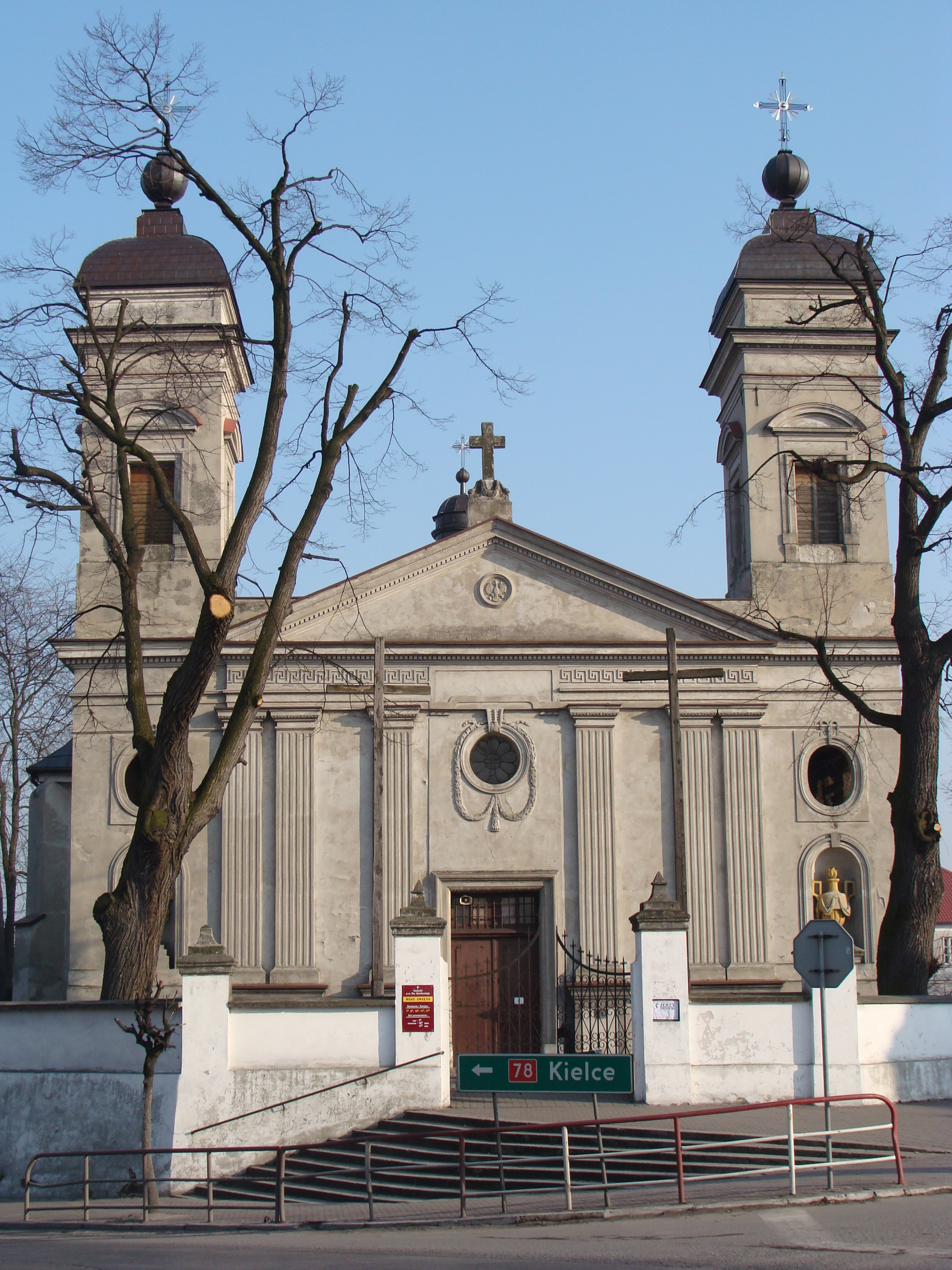
St. Bartholomeuskerk, Szczekociny

Szczekociny is een stad in het Poolse woiwodschap Silezië, gelegen in de powiat Zawierciański. De oppervlakte bedraagt 17,98 km², het inwonertal 3956 (2005).

## Verkeer en vervoer
- Station Szczekociny

## Spoorongeluk
Op 3 maart 2012 vond er te Szczekociny een botsing tussen twee treinen plaats, waarbij 16 mensen gedood werden en enkele tietallen mensen gewond raakten.